# ایان هکینگ
ایان هکینگ (انگلیسی: Ian Hacking، (زاده ۱۸ فوریه ۱۹۳۶ – درگذشته ۱۰ مه ۲۰۲۳)، فیلسوف کانادایی و استاد بازنشستهٔ دانشگاه تورنتو بود. او از سال ۲۰۰۰ تا ۲۰۰۶ صاحب کرسی فلسفه و تاریخ مفاهیم علمی در کلژ دو فرانس بوده است. در فلسفهٔ علم، هکینگ از مدافعان مهم واقع‌گرایی در مورد هویّات است، و از اعضای اصلی مکتب استنفورد محسوب می‌شود.
شهرت اولیه یا عمدهٔ هکینگ مرهون پژوهش‌های او در فلسفهٔ علم به معنای عام آن است، اما کارهای مهم او محدود به این موضوع نیست؛ مثلاً در مباحث مابعدالطبیعی در اینهمانیِ تمییزناپذیرها، مقاله فنّی (1975b)ی او از مقاله‌های بسیار پرارجاع است.
در تاریخ‌نگاریِ علمِ احتمال کتاب او (1975a) از آثار کلاسیک است. تأثیرپذیری هکینگ از سبک میشل فوکو در تاریخ‌نگاری که در این کتاب مشهود است، در کارهای دیگر او—مخصوصاً در کتاب اخیرش در فلسفهٔ ریاضیات (۲۰۱۴)—بیشتر نمود یافته است. هکینگ اولین انگلیسی‌زبانی است که در کلژ دو فرانس (محل تدریسِ فوکو در سال‌های ۱۹۷۵–۱۹۷۰) کرسی دائم داشته است.

## آثار
- Hacking, Ian (1975a). The Emergence of Probability. Cambridge University Press.
- Hacking, Ian (1975b). The identity of indiscernibles. The Journal of Philosophy, 72: 249-256.
- Hacking, Ian (1981). Representing and Intervening. Cambridge University Press.
- Hacking, Ian (1998). Mad Travelers: Reflections on the Reality of Transient Illnesses. University Press of Virginia.
- Hacking, Ian (1999). The Social Construction of What?. Harvard University Press.
- Hacking, Ian (2014). Why is there Philosophy of Mathematics at all?. Cambridge University Press.